# Castulo amorpha
Castulo amorpha là một loài bướm đêm thuộc phân họ Arctiinae, họ Erebidae.